# Stazione di Gioia Tauro (FC)
Stazione di Gioia Tauro vasútállomás Olaszországban, Gioia Tauro településen.

## Vasútvonalak
Az állomást az alábbi vasútvonalak érintik:
- Gioia Tauro-Palmi-Sinopoli-vasútvonal
- Gioia Tauro-Cinquefrondi-vasútvonal

## Kapcsolódó állomások
A vasútállomáshoz az alábbi állomások vannak a legközelebb:
- Gioia Tauro Est railway halt
- San Fantino railway halt